# Pieve di San Giovanni al Bagnolo
La pieve di San Giovanni al Bagnolo era un edificio religioso situato nel territorio comunale di Roccastrada. La sua esatta ubicazione era in località La Pieve, ai piedi di Poggio Bagnolo, non lontano dal confine amministrativo con il comune di Civitella Paganico.
Di origini medievali, la chiesa è ricordata a partire dal 1188, anno in cui viene citata su una bolla papale. La pieve aveva come suffraganee la chiesa di San Donato a Cortecchio, nei pressi di Casal di Pari, e la Chiesa di San Leonardo a Belagaio, presso il Castello di Belagaio; l'edificio religioso, sorto probabilmente quando era ancora in funzione la diocesi di Roselle, entrò a far parte della diocesi di Grosseto al momento del trasferimento della sede vescovile nel capoluogo maremmano. La chiesa rimase in funzione quasi sicuramente fino al Trecento, epoca in cui furono smantellati alcuni vicini insediamenti fortificati e abitativi. Da allora, l'edificio religioso fu abbandonato, anche se non sono ancora note le cause ed il periodo dell'effettivo abbandono. Durante il Settecento, l'edificio religioso si presentava già sotto forma di ruderi.
Della pieve di San Giovanni a Bagnolo, che si articolava su tre navate, con transetto ed abside semicircolare, sono state quasi interamente perse tutte le tracce, fatta eccezione per alcuni elementi architettonici e decorativi che sono visibili presso il paramento murario del complesso rurale in località Podere Bagnolo. L'esatta ubicazione in cui sorgeva la chiesa, ai piedi di Poggio Bagnolo, è identificabile grazie al toponimo e ai resti architettonici ritrovati presso l'omonimo complesso rurale.